# Diocese de Xingu-Altamira
A Diocese de Xingu-Altamira (Diocesis Xinguensis-Altamirensis) é uma circunscrição eclesiástica da Igreja Católica no Brasil, pertencente à Província Eclesiástica de Santarém e ao Conselho Episcopal Regional Norte II da Conferência Nacional dos Bispos do Brasil, sendo sufragânea da Arquidiocese de Santarém. A sé episcopal está na Catedral Sagrado Coração de Jesus, na cidade de Altamira, no estado do Pará.

## História

### Prelazia
A Prelazia do Xingu foi erigida canonicamente pelo Papa Pio XI, por meio da bula  Animarum bonum postulat, de 16 de agosto de 1934, com território desmembrado da Arquidiocese de Belém do Pará, da Prelazia de Santarém e da Prelazia de Santíssima Conceição do Araguaia. Foi confiada pela Santa Sé aos cuidados dos Missionários do Preciosíssimo Sangue.
No período de 1935 a 1948 a Prelazia foi governada por administradores apostólicos: Dom Amando Bahlmann, OFM (1935) e Padre Clemente Geiger, CPPS (1935-1948).
A Prelazia do Xingu foi extinta no dia 6 de novembro de 2019, data em que foram criadas a Diocese de Xingu-Altamira pela Bula Tamquam fidei nomen e a Prelazia de Alto Xingu-Tucumã pela Bula Super humanas vires.

### Diocese
Criada pelo Papa Francisco em 6 de novembro de 2019, por meio da bula pontifícia Tamquam fidei nomen, a Diocese de Xingu-Altamira tem como padroeira Nossa Senhora de Nazaré e uma área de 247 501 km2. Em 2020 havia 372 071 habitantes em seu território. Dela fazem parte os municípios de Altamira, Anapu, Brasil Novo, Gurupá, Medicilândia, Placas, Porto de Moz, Senador José Porfírio, Uruará e Vitória do Xingu.[carece de fontes?]

## Bispos
Desde a sua criação, foi presidida por quatro bispos:
|                   | Nome                     | Período           | Notas                 |
| Bispos Diocesanos | Bispos Diocesanos        | Bispos Diocesanos | Bispos Diocesanos     |
| ----------------- | ------------------------ | ----------------- | --------------------- |
| 1º                | João Muniz Alves, O.F.M. | 2019-             | Atual                 |
| Bispos Prelados   |                          |                   |                       |
| 4º                | João Muniz Alves, O.F.M. | 2015-2019         |                       |
| 3º                | Erwin Kräutler, C.Pp.S.  | 1981- 2015        | Bispo prelado emérito |
| 2º                | Eurico Kräutler, C.Pp.S. | 1971 - 1981       |                       |
| 1º                | Clemente Geiger, C.Pp.S. | 1948 - 1971       |                       |

## Paróquias
1. Paróquia Santo Antônio (13/06/1693), Gurupá.
2. Paróquia São Francisco Xavier (03/12/1750), Senador José Porfírio. 
3. Paróquia São Brás (03/02/1756), Porto de Moz.
4. Catedral do Sagrado Coração de Jesus (22/10/1911), Altamira.
5. Paróquia do Corpo e Sangue de Cristo (09/06/1977), Brasil Novo. 
6. Paróquia Nossa Senhora Auxílio dos Cristãos (01/07/1991), Vitória do Xingu.
7. Paróquia Nossa Senhora de Fátima (01/07/1991), Uruará.
8. Paróquia da Imaculada Mãe dos Pobres (01/07/1991), Medicilândia.
9. Paróquia Santa Luzia (13/12/1998), Anapu.
10. Paróquia Nossa Senhora Aparecida (11/12/2005), Placas.
11. Paróquia Nossa Senhora do Perpétuo Socorro (01/04/2007), Altamira.
12. Paróquia Nossa Senhora Imaculada Conceição (16/03/2008), Altamira.
13. Área Pastoral ou Quase-Paróquia Assurini, (2007) Senador José Porfírio e Altamira.
14. Área Pastoral ou Quase-Paróquia Padre Frederico Tschol (13/05/2017), Altamira.
15. Área Pastoral ou Quase-Paróquia Santa Ana (18/08/2018), Altamira.
16. Área Pastoral ou Quase-Paróquia São Domingos de Gusmão (10/08/2019), Altamira.
17. Área Pastoral ou Quase-Paróquia Nossa Senhora Aparecida - Km 140 (04/07/2021), Medicilândia e Uruará.